# Línea 497 (Interurbanos Madrid)
La línea 497 de la red de autobuses interurbanos de Madrid une el centro comercial Parquesur de Leganés con la Urbanización Las Colinas (Moraleja de Enmedio).

## Características
Esta línea comunica los municipios de Leganés y Moraleja de Enmedio en 45 minutos, pasando por Fuenlabrada y los polígonos industriales de Humanes de Madrid.
Hasta el 1 de marzo de 2013, compartía su recorrido con la línea 496 en Leganés, sin embargo esta fue recortada al Hospital de Fuenlabrada, por lo que se produce modificaciones en los horarios en esta línea, dejando de ir a Las Colinas en todas las expediciones, quedándose algunas en la calle Pensamiento sólo de lunes a viernes laborables.
Es operada por la empresa Martín mediante la concesión administrativa VCM-404 - Madrid – Leganés – Fuenlabrada (Viajeros Comunidad de Madrid) del Consorcio Regional de Transportes de Madrid.

## Horarios
| Lunes a viernes laborables (1 septiembre - 15 julio)                                                                |                 |           |            |            |         |            |         |           |         |            |            |            |        |          |        |         |         |
| 6 | 7               | 8         | 9          | 10         | 11      | 12         | 13      | 14        | 15      | 16         | 17         | 18         | 19     | 20       | 21     | 22      | 23      |
| 00a 20a 40a | 00a 15a 30a 45p | 05 25p 45 | 05 25p 45p | 06 30p 54p | 18 49p  | 06p 30 54p | 15 42   | 06p 30 54 | 20 40p  | 06 30p 54p | 06 18p 42p | 06 30p 54p | 18 42p | 06 30 54 | 20p 42 | 06p 30p | 00p 30p |
| Lunes a viernes laborables (16 - 31 julio)                                                                          |                 |           |            |            |         |            |         |           |         |            |            |            |        |          |        |         |         |
| 6 | 7               | 8         | 9          | 10         | 11      | 12         | 13      | 14        | 15      | 16         | 17         | 18         | 19     | 20       | 21     | 22      | 23      |
| 00a 20a 40a | 00a 35a         | 10 38p    | 06 34p     | 02 30p 58p | 26p 54p | 22 50p     | 18p 46p | 14p 42    | 10p 38p | 06p 34p    | 02 30p 58  | 26p 54p    | 22 50p | 18 46    | 14 42  | 06p 30p | 00p 30p |
| Lunes a viernes laborables (1 - 31 agosto)                                                                          |                 |           |            |            |         |            |         |           |         |            |            |            |        |          |        |         |         |
| 6 | 7               | 8         | 9          | 10         | 11      | 12         | 13      | 14        | 15      | 16         | 17         | 18         | 19     | 20       | 21     | 22      | 23      |
| 00a 20a 40a | 00a 25a 45      | 25        | 05         | 05 45      | 25      | 05         | 05 45   | 25        | 05      | 05 45      | 25         | 05         | 05 45  | 25       | 05     | 00      |         |
| Sábados laborables (1 septiembre - 31 julio)                                                                        |                 |           |            |            |         |            |         |           |         |            |            |            |        |          |        |         |         |
| 6 | 7               | 8         | 9          | 10         | 11      | 12         | 13      | 14        | 15      | 16         | 17         | 18         | 19     | 20       | 21     | 22      | 23      |
| 15a 45a | 15a 40a         | 05 35     | 05 35      | 10 45      | 20 50   | 30         | 10 40   | 10 50     | 25      | 10 50      | 25         | 05 45      | 30     | 10 50    | 30     | 00      | 30      |
| Sábados laborables (1 - 31 agosto)                                                                                  |                 |           |            |            |         |            |         |           |         |            |            |            |        |          |        |         |         |
| 6 | 7               | 8         | 9          | 10         | 11      | 12         | 13      | 14        | 15      | 16         | 17         | 18         | 19     | 20       | 21     | 22      | 23      |
| 15a | 00a             | 00 55     |            | 05         | 05      | 15         | 20      | 35        | 30      | 10 50      | 40         | 20         | 05 50  | 30       | 15     | 00 30   | 10      |
| Domingos y festivos (1 septiembre - 31 julio)                                                                       |                 |           |            |            |         |            |         |           |         |            |            |            |        |          |        |         |         |
| 6 | 7               | 8         | 9          | 10         | 11      | 12         | 13      | 14        | 15      | 16         | 17         | 18         | 19     | 20       | 21     | 22      | 23      |
| |                 | 00a 30    | 30         | 10 55      | 40      | 25         | 10 55   | 50        | 20      | 00 35      | 00 35      | 10 45      | 20 55  | 30       | 05 40  | 15 40   | 10      |
| Domingos y festivos (1 - 31 agosto)                                                                                 |                 |           |            |            |         |            |         |           |         |            |            |            |        |          |        |         |         |
| 6 | 7               | 8         | 9          | 10         | 11      | 12         | 13      | 14        | 15      | 16         | 17         | 18         | 19     | 20       | 21     | 22      | 23      |
| |                 | 00 50     |            | 05 50      |         | 15         | 10      | 30        | 25      | 00 30      | 30         | 10 40      | 45     | 25       | 00 55  | 30      |         |
| a - Desde Avenida de Fuenlabrada (Eiffel), Leganés (parada 07902) p - Hasta calle Pensamiento (Moraleja de Enmedio) |                 |           |            |            |         |            |         |           |         |            |            |            |        |          |        |         |         |

| Lunes a viernes laborables (1 septiembre - 15 julio)                                                                |             |           |        |           |            |           |        |             |        |           |         |                |        |             |        |       |    |
| 6 | 7           | 8         | 9      | 10        | 11         | 12        | 13     | 14          | 15     | 16        | 17      | 18             | 19     | 20          | 21     | 22    | 23 |
| 40 | 00 20 40 55 | 10 25 49p | 13 35p | 01 25 49p | 03p 16 40p | 04p 28 52 | 16p 40 | 04p 25 55   | 16p 40 | 10 28 52p | 16 40p  | 04p 16 28p 52p | 16 40p | 04p 28p 52p | 16p 35 | 05 30 | 00 |
| Lunes a viernes laborables (16 - 31 julio)                                                                          |             |           |        |           |            |           |        |             |        |           |         |                |        |             |        |       |    |
| 6 | 7           | 8         | 9      | 10        | 11         | 12        | 13     | 14          | 15     | 16        | 17      | 18             | 19     | 20          | 21     | 22    | 23 |
| 40 | 00 20 55    | 35        | 20 48p | 16 44p    | 12 40p     | 08p 36p   | 04p 32 | 00p 28p 56p | 24p 52 | 20p 48p   | 16p 44p | 12 40          | 08 36  | 04p 32      | 00p 28 | 00 30 | 00 |
| Lunes a viernes laborables (1 - 31 agosto)                                                                          |             |           |        |           |            |           |        |             |        |           |         |                |        |             |        |       |    |
| 6 | 7           | 8         | 9      | 10        | 11         | 12        | 13     | 14          | 15     | 16        | 17      | 18             | 19     | 20          | 21     | 22    | 23 |
| 25a 40 | 20 45       | 20        | 00 40  | 20        | 05         | 00 40     | 20     | 05          | 00 40  | 20        | 00      | 00 40          | 20     | 00          | 00 40  | 25    | 00 |
| Sábados laborables (1 septiembre - 31 julio)                                                                        |             |           |        |           |            |           |        |             |        |           |         |                |        |             |        |       |    |
| 6 | 7           | 8         | 9      | 10        | 11         | 12        | 13     | 14          | 15     | 16        | 17      | 18             | 19     | 20          | 21     | 22    | 23 |
| | 00 35       | 05 30     | 05 35  | 10 40     | 20 55      | 30        | 00 50  | 20 50       | 15 55  | 35        | 20      | 05 50          | 20     | 15 55       | 40     | 05 40 | 00 |
| Sábados laborables (1 - 31 agosto)                                                                                  |             |           |        |           |            |           |        |             |        |           |         |                |        |             |        |       |    |
| 6 | 7           | 8         | 9      | 10        | 11         | 12        | 13     | 14          | 15     | 16        | 17      | 18             | 19     | 20          | 21     | 22    | 23 |
| | 00 50       |           | 00     | 00        | 10         | 10        | 25     | 25          | 40     | 35        | 15 55   | 45             | 25     | 10 55       | 30     | 15    | 00 |
| Domingos y festivos (1 septiembre - 31 julio)                                                                       |             |           |        |           |            |           |        |             |        |           |         |                |        |             |        |       |    |
| 6 | 7           | 8         | 9      | 10        | 11         | 12        | 13     | 14          | 15     | 16        | 17      | 18             | 19     | 20          | 21     | 22    | 23 |
| |             |           | 00 45  | 30        | 15         | 00 45     | 30     | 15          | 00 55  | 25        | 05 35   | 15 45          | 20 55  | 30          | 05 40  | 10    | 00 |
| Domingos y festivos (1 - 31 agosto)                                                                                 |             |           |        |           |            |           |        |             |        |           |         |                |        |             |        |       |    |
| 6 | 7           | 8         | 9      | 10        | 11         | 12        | 13     | 14          | 15     | 16        | 17      | 18             | 19     | 20          | 21     | 22    | 23 |
| |             |           | 00 50  |           | 10         | 00        | 25     | 20          | 30     | 25        | 05 35   | 35             | 20 50  | 50          | 30     | 10    | 00 |
| a - Hasta Avenida de Fuenlabrada (Eiffel), Leganés (parada 07916) p - Desde calle Pensamiento (Moraleja de Enmedio) |             |           |        |           |            |           |        |             |        |           |         |                |        |             |        |       |    |

## Recorrido y paradas
La línea comienza enfrente del centro comercial Parquesur, discurriendo, en los barrios de El Carrascal y Zarzaquemada, por las calles de Bélgica, Portugal, Francia, Avenida de Europa (Estación de Zarzaquemada), Somontano, Monegros (Centro de Especialidades María Ángeles López Gómez) y Rey Juan Carlos I. A partir de ahí, continúa por la Avenida de Fuenlabrada hasta el final, encontrándose el Hospital Severo Ochoa. A continuación, continúa por la carretera M-409 y entra en el polígono industrial La Laguna, discurriendo por la Avenida de la Recomba y las calles Primavera (antiguo Centro Comercial Arroyosur y el parque Bosquesur), Otoño y Verano. En Fuenlabrada , sigue las calles Leganés, Luis Sauquillo, Extremadura, Panaderas (Centro de Especialidades El Arroyo), Comunidad de Madrid, Teide, y Portugal. Entra en Humanes de Madrid mediante la carretera M-413, pasando por la Avenida de la Industria. Una vez en Moraleja de Enmedio, transcurre por la avenida de Fuenlabrada, calles Mirasierra, Guadarrama y Pensamiento. Algunos servicios, terminan en esta última calle, mientras que otros, continúan hasta la Urbanización Las Colinas, al noroeste del municipio.

### Sentido Moraleja de Enmedio
| Código                                                                    | Parada                                 | Común con                   | Conexiones con Metro y Cercanías | Municipio           | Zona |
| ------------------------------------------------------------------------- | -------------------------------------- | --------------------------- | -------------------------------- | ------------------- | ---- |
| 09079                                                                     | Av.Gran Bretaña-C.C.Parquesur          | 1 481 485                   | El Carrascal                     | Leganés             |      |
| 09513                                                                     | Av.Bélgica-Correos                     | 481                         |                                  | Leganés             |      |
| 07973                                                                     | Av.Portugal-Av.Bélgica                 | 481 488                     |                                  | Leganés             |      |
| 07971                                                                     | Av.Portugal-Av.Francia                 | 481 488                     |                                  | Leganés             |      |
| 09075                                                                     | Av.Francia-Polonia                     | 481 488                     |                                  | Leganés             |      |
| 07969                                                                     | Av.Europa-Est.Zarzaquemada             | 480 481 488                 | Zarzaquemada                     | Leganés             |      |
| 07959                                                                     | Somontano-Priorato                     | 480 481 488                 |                                  | Leganés             |      |
| 07961                                                                     | Monegros-Ribeiro                       | 1 483 484                   |                                  | Leganés             |      |
| 07963                                                                     | Monegros-Colegio                       | 1 483 484                   |                                  | Leganés             |      |
| 07965                                                                     | Monegros-Av.La Mancha                  | 1 483 484                   |                                  | Leganés             |      |
| 09512                                                                     | Monegros-Av.Rey Juan Carlos I          | 1 481 483                   | Julián Besteiro                  | Leganés             |      |
| 07923                                                                     | Av.Rey Juan Carlos I-Monegros          | 1 432 483 485 488           |                                  | Leganés             |      |
| 07902                                                                     | Av.Fuenlabrada-Batalla de Brunete      | 432 482 485 491 492 493     |                                  | Leganés             |      |
| 07900                                                                     | Av.Fuenlabrada-Trva.del Cid            | 432 482 485 491 492 493     |                                  | Leganés             |      |
| 07892                                                                     | Av.Fuenlabrada-Pza.España              | 484 491 492 493             |                                  | Leganés             |      |
| 07888                                                                     | Av.Fuenlabrada-Campoamor               | 491 492 493                 |                                  | Leganés             |      |
| 07867                                                                     | Av.Fuenlabrada-Juan Sebastián Elcano   | 485 486 491 492 493         |                                  | Leganés             |      |
| 15334                                                                     | Av.Fuenlabrada-Hospital Severo Ochoa   | 468 481 485 491 492 493     | Hospital Severo Ochoa            | Leganés             |      |
| 07862                                                                     | Ctra.M409-Los Frailes                  | 468 485 491 492 493         |                                  | Leganés             |      |
| 17300                                                                     | Parla-Parque Polvoranca                | 468                         | Parque Polvoranca                | Leganés             |      |
| 17301                                                                     | Av.Recomba-Parque Ind.La Laguna        | 468                         |                                  | Leganés             |      |
| 17634                                                                     | Av.Recomba-Arroyo del Soto             | 468                         |                                  | Leganés             |      |
| 17305                                                                     | Primavera-C.C.Arroyosur                | 468                         |                                  | Leganés             |      |
| 08146                                                                     | Verano-Matadero                        | 468                         |                                  | Leganés             |      |
| 07754                                                                     | Leganés - Centro de Salud Mental       | 468 491 492 493             |                                  | Fuenlabrada         |      |
| 07763                                                                     | Leganés - Murcia                       | 468 491 492                 |                                  | Fuenlabrada         |      |
| 07772                                                                     | Leganés - Los Ángeles                  | 4 6 468 471 491 492 526     |                                  | Fuenlabrada         |      |
| 07751                                                                     | Leganés - Humilladero                  | 1 3 4 6 468 471 491 492 526 |                                  | Fuenlabrada         |      |
| 19157                                                                     | Luis Sauquillo-Grecia                  | 496                         | Fuenlabrada Central              | Fuenlabrada         |      |
| 07746                                                                     | Panaderas-Pza.Miraflor                 | 3 496                       |                                  | Fuenlabrada         |      |
| 07743                                                                     | Comunidad de Madrid-Panaderas          | 3 4 496                     |                                  | Fuenlabrada         |      |
| 07742                                                                     | Comunidad de Madrid-Pza.Valdehondillo  | 3 4 496                     |                                  | Fuenlabrada         |      |
| 10513                                                                     | Teide-Pol.Ind.La Estación              | 3 492 496                   |                                  | Fuenlabrada         |      |
| 10515                                                                     | Turquía-Av.de las Naciones             | 492 496                     |                                  | Fuenlabrada         |      |
| 10521                                                                     | Turquía-Chipre                         | 492 496                     |                                  | Fuenlabrada         |      |
| 10518                                                                     | Portugal-Urb.Sombras Blancas           | 496                         |                                  | Fuenlabrada         |      |
| 08154                                                                     | Av.Industria-Albacete                  | 496                         |                                  | Humanes de Madrid   |      |
| 08156                                                                     | Av.Industria-Pol.Ind.San Miguel        | 496                         |                                  | Humanes de Madrid   |      |
| 08158                                                                     | Av.Industria-Pol.Ind.Candelas          | 496                         |                                  | Humanes de Madrid   |      |
| 08160                                                                     | Av.Industria-Pol.Ind.Agustín Alonso    | 496                         |                                  | Humanes de Madrid   |      |
| 08162                                                                     | Petunia-Pol.Ind.Calahorros             | 496                         |                                  | Humanes de Madrid   |      |
| 08164                                                                     | Av.Industria-Pol.Ind.Nuevos Calahorros | 496                         |                                  | Humanes de Madrid   |      |
| 08166                                                                     | Av.Fuenlabrada-Pol.Ind.San Millán      | 496                         |                                  | Moraleja de Enmedio |      |
| 18286                                                                     | Mirasierra-El Escorial                 | 496 498                     |                                  | Moraleja de Enmedio |      |
| 11874                                                                     | Mirasierra-Colegio                     | 496 498                     |                                  | Moraleja de Enmedio |      |
| 11876                                                                     | Mirasierra-Centro Cultural             | 496 498                     |                                  | Moraleja de Enmedio |      |
| 11878                                                                     | Guadarrama-Av.Móstoles                 | 496 498                     |                                  | Moraleja de Enmedio |      |
| 11880                                                                     | Pensamiento-Petunia                    | 496 498                     |                                  | Moraleja de Enmedio |      |
| Las expediciones con destino Las Colinas realizan las siguientes paradasː |                                        |                             |                                  |                     |      |
| 10519                                                                     | C.ºLa Dehesa-Complejo Deportivo        | 496                         |                                  | Moraleja de Enmedio |      |
| 08170                                                                     | Ctra.Las Colinas-Urb. Las Colinas      | 496                         |                                  | Moraleja de Enmedio |      |

### Sentido Leganés
| Código                                                                   | Parada                                | Común con           | Conexiones con Metro y Cercanías | Municipio           | Zona |
| ------------------------------------------------------------------------ | ------------------------------------- | ------------------- | -------------------------------- | ------------------- | ---- |
| Las expediciones con origen Las Colinas realizan las siguientes paradasː |                                       |                     |                                  |                     |      |
| 08170                                                                    | Ctra.Las Colinas-Urb.Las Colinas      | 496                 |                                  | Moraleja de Enmedio |      |
| 10886                                                                    | C.ºLa Dehesa-Complejo Deportivo       | 496                 |                                  | Moraleja de Enmedio |      |
| Paradas del recorrido común                                              |                                       |                     |                                  |                     |      |
| 10512                                                                    | Ctra.M413-Parque Primero de Mayo      | 495 497 498         |                                  | Moraleja de Enmedio |      |
| 11879                                                                    | Pensamiento-Parque de la Constitución | 496 498             |                                  | Moraleja de Enmedio |      |
| 11877                                                                    | Mirasierra-Centro Cultural            | 496 498             |                                  | Moraleja de Enmedio |      |
| 11875                                                                    | Mirasierra-Colegio                    | 496 498             |                                  | Moraleja de Enmedio |      |
| 11921                                                                    | Mirasierra-Av.Fuenlabrada             | 496                 |                                  | Moraleja de Enmedio |      |
| 08167                                                                    | Av.Fuenlabrada-Pol.Ind.San Millán     | 496                 |                                  | Moraleja de Enmedio |      |
| 08165                                                                    | Av.Industria-Pol.Ind.El Lomo          | 496                 |                                  | Humanes de Madrid   |      |
| 08163                                                                    | Av.Industria-Pol.Ind.Calahorros       | 496                 |                                  | Humanes de Madrid   |      |
| 08161                                                                    | Av.Industria-Pol.Ind.Agustín Alonso   | 496                 |                                  | Humanes de Madrid   |      |
| 08159                                                                    | Av.Industria-Pol.Ind.Martín y Vicioso | 496                 |                                  | Humanes de Madrid   |      |
| 08157                                                                    | Av. Industria-Pol.Ind.La Solanilla    | 496                 |                                  | Humanes de Madrid   |      |
| 08155                                                                    | Av.Industria-Islas Cíes               | 496                 |                                  | Humanes de Madrid   |      |
| 07733                                                                    | Portugal-Urb. Sombras Blancas         | 3 496               |                                  | Fuenlabrada         |      |
| 10517                                                                    | Turquía-Portugal                      | 496 497             |                                  | Fuenlabrada         |      |
| 10516                                                                    | Turquía-Mónaco                        | 496 497             |                                  | Fuenlabrada         |      |
| 10514                                                                    | Teide-Pol.Ind.La Estación             | 496                 |                                  | Fuenlabrada         |      |
| 07741                                                                    | Comunidad de Madrid-Pza.Valdeserrano  | 2 4 496             |                                  | Fuenlabrada         |      |
| 07744                                                                    | Panaderas-Centro de Salud             | 2 496               |                                  | Fuenlabrada         |      |
| 07745                                                                    | Panaderas-Pza.Miraflor                | 2 496               |                                  | Fuenlabrada         |      |
| 07748                                                                    | Luis Sauquillo-Escorial               | 4 6 468 471         | Fuenlabrada Central              | Fuenlabrada         |      |
| 07781                                                                    | Luis Sauquillo-Tesillo                | 4 6 468 471 491 492 |                                  | Fuenlabrada         |      |
| 07771                                                                    | Leganés-Los Ángeles                   | 4 6 468 471 491 492 |                                  | Fuenlabrada         |      |
| 07764                                                                    | Leganés-Cuzco                         | 468 491 492         |                                  | Fuenlabrada         |      |
| 07755                                                                    | Leganés-Centro de Salud Mental        | 468 491 492 493     |                                  | Fuenlabrada         |      |
| 17324                                                                    | Verano-Parque Bosquesur               | 468                 |                                  | Leganés             |      |
| 17304                                                                    | Primavera-C.C.Arroyosur               | 468                 |                                  | Leganés             |      |
| 17635                                                                    | Av.Recomba-Arroyo Valdegrullas        | 468                 |                                  | Leganés             |      |
| 17303                                                                    | Av.Recomba-Parque Ind.La Laguna       | 468                 |                                  | Leganés             |      |
| 20821                                                                    | Ctra.M409-Ciudad del Automóvil        | 468 491 492 493     |                                  | Leganés             |      |
| 07863                                                                    | Ctra.M409-Los Frailes                 | 468 485 491 492 493 |                                  | Leganés             |      |
| 20407                                                                    | Av.Fuenlabrada-Hospital Severo Ochoa  | 468 485 491 492 493 | Hospital Severo Ochoa            | Leganés             |      |
| 07868                                                                    | Av.Fuenlabrada-Saavedra Fajardo       | 485 486 491 492 493 |                                  | Leganés             |      |
| 07889                                                                    | Av.Fuenlabrada-Escuela Infantil       | 491 492 493         |                                  | Leganés             |      |
| 07893                                                                    | Av.Fuenlabrada-Getafe                 | 484 491 492 493     |                                  | Leganés             |      |
| 07901                                                                    | Av.Fuenlabrada-Constitución           | 482 485 491 492 493 |                                  | Leganés             |      |
| 07916                                                                    | Av.Fuenlabrada-Av.Rey Juan Carlos I   | 482 485 491 492 493 |                                  | Leganés             |      |
| 07924                                                                    | Av.Rey Juan Carlos I-La Rioja         | 1 432 483 485 488   |                                  | Leganés             |      |
| 09511                                                                    | Monegros-Av.Rey Juan Carlos I         | 1 481 483           | Julián Besteiro                  | Leganés             |      |
| 07966                                                                    | Monegros-Panadés                      | 1 483 484           |                                  | Leganés             |      |
| 07964                                                                    | Monegros-Colegio                      | 1 483 484           |                                  | Leganés             |      |
| 07962                                                                    | Monegros-Ribeiro                      | 1 483 484           |                                  | Leganés             |      |
| 07960                                                                    | Somontano-Escuela Infantil            | 480 481 488         |                                  | Leganés             |      |
| 07903                                                                    | Av.Europa-Est.Zarzaquemada            | 481 485 488         | Zarzaquemada                     | Leganés             |      |
| 07904                                                                    | Av.Francia-Polonia                    | 481 488             |                                  | Leganés             |      |
| 09517                                                                    | Av.Portugal-Centro de Salud           | 481 488             |                                  | Leganés             |      |
| 07972                                                                    | Av.Portugal-Av.Bélgica                | 481 488             |                                  | Leganés             |      |
| 09077                                                                    | C.C.Parquesur-Est.El Carrascal        | 1 432 481 485 488   | El Carrascal                     | Leganés             |      |
| 09079                                                                    | Av.Gran Bretaña-C.C.Parquesur         | 1 481 485           | El Carrascal                     | Leganés             |      |